# Raffinerie des Flandres
Ne doit pas être confondu avec Raffinerie de Dunkerque.

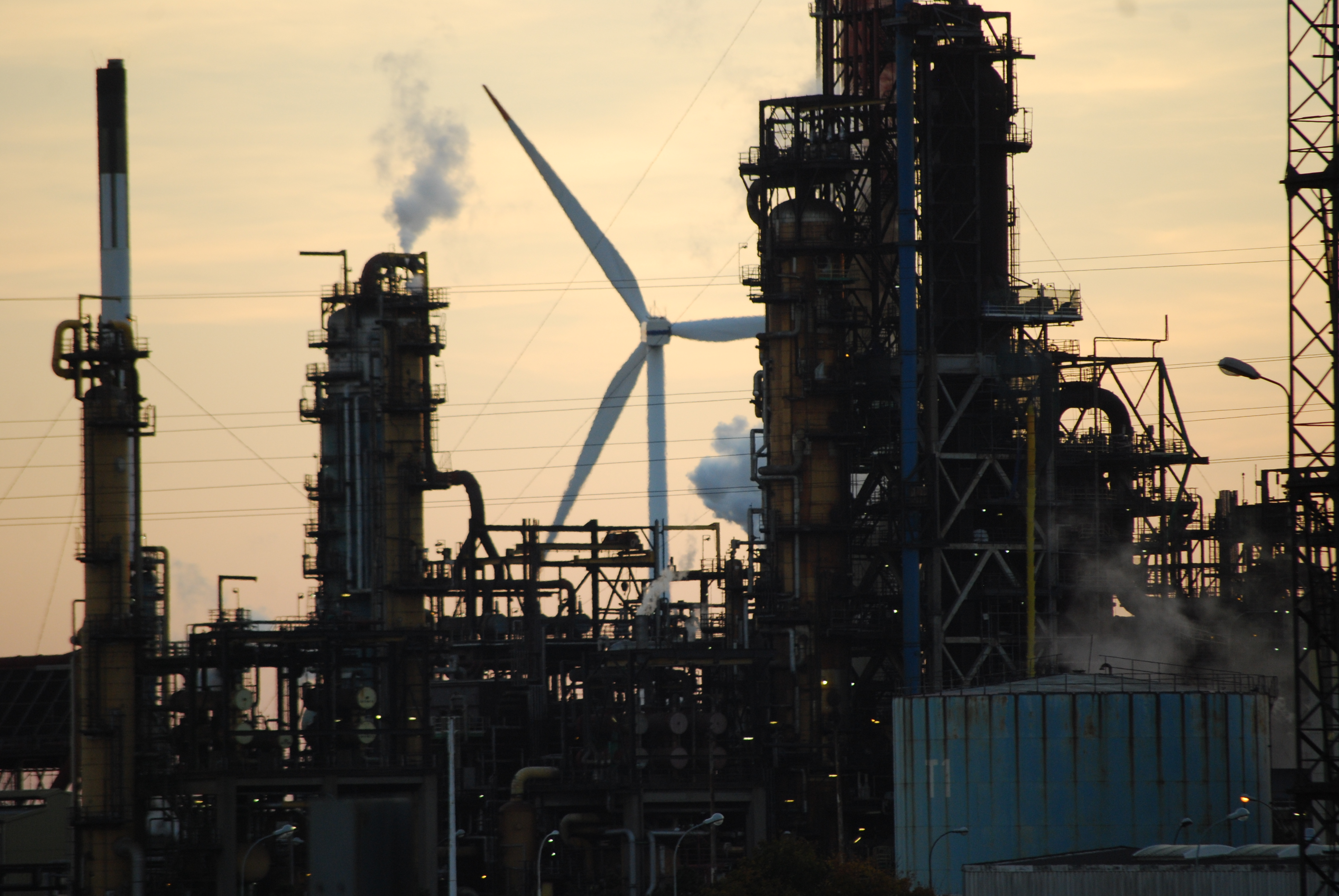
Vue de la raffinerie en 2008

La raffinerie des Flandres est située à Mardyck dans la périphérie de Dunkerque (Nord). Mise en service en 1974,  au moment du premier choc pétrolier, cette raffinerie est la dernière à avoir été construite en France.
La raffinerie produit des gaz liquéfiés (propane et butane), des carburants pour les avions ou les automobiles (essences et gazoles), du fioul domestique et industriel et des biocarburants. La production permet d'approvisionner environ 8 % du marché français dont les régions Nord-Pas-de Calais et Picardie [réf. nécessaire].
Le pétrole brut, matière première de la raffinerie, arrive au port de Gravelines. Après raffinage, les produits de grande consommation sont expédiés en partie par bateau au port de Mardyck. La raffinerie possède deux ports : l'un à Gravelines et l'autre à Marydck.
Ces infrastructures maritimes s'ajoutent aux liaisons par route, oléoduc et voie ferrée.  
350 professionnels, dont 180 travaillent en équipes de quarts continus, sont formés aux opérations de conduite raffinerie.
400 collaborateurs d'entreprises contractantes, comme Endel, Ortec ou Institut de soudure, travaillent régulièrement à la raffinerie dans les métiers spécifiques tels que la maintenance, l'inspection, la sécurité, la recherche, les études, la restauration... 
En 2010, le groupe Total prend la décision d'arrêter l'activité raffinage sur le site, au motif d'une surcapacité, et de mettre en place un centre d'assistance technique, une école de formation et un dépôt pétrolier. Pour les syndicats, il s'agit d'une délocalisation pour la raffinerie que construit Total à Jubail en Arabie saoudite.

## Chronologie
- 1972 : adoption du projet de la raffinerie et début des travaux.
- 1974 : mise en service de la raffinerie des Flandres. Distillation atmosphérique, réformeur, désulfuration des gazoles, unité de soufre, centrale à deux chaudières groupe turbo-alternateur (pour la production de l’énergie nécessaire à la raffinerie) et un parc de réservoirs pour stocker les produits. La raffinerie traite 6 millions de tonnes de pétrole brut par an [réf. nécessaire].
- 1982 : chute de la consommation de fioul lourd face à la croissance de la production d’énergie nucléaire. Adaptation de la production à l’évolution du parc automobile. Démarrage d’une chaîne de conversion, qui permet de s’adapter à l’évolution des carburants utilisés par le parc automobile français, avec la mise en place d’une distillation sous vide, d’un craqueur catalytique et d’une deuxième unité de soufre afin de valoriser le fioul lourd en gasoils et essences. La raffinerie traite 7 millions de tonnes de pétrole brut par an [réf. nécessaire].
- 1990 : croissance du marché de propylène. Fabrication de produits pour la pétrochimie. Mise en place d’une unité de fractionnement des propylènes.
- 1993 : réduction de la teneur en plomb de l'essence et augmentation de l'indice d'octane. Construction de l'isomérisation des essences.
- 1996 : production de carburants « verts ». Démarrage d'une unité d'ETBE (base d’essence à haut indice d’octane). Cette unité, qui consomme 28 000 t/an d'éthanol (betterave et blé) a permis la mise en culture de 10 000 hectares de jachères et peut ainsi produire 59 000 t/an d’un carburant plus énergétique et performant qui est incorporé à l’essence sans plomb 98.
- 1998 : réduction des vapeurs au centre de chargement camions. Construction de l’URV (Unité de Récupération des Vapeurs) au centre de chargement camions qui permet de récupérer les vapeurs issues des postes de chargement et ainsi éviter que 70 tonnes d’effluves partent chaque année à l’atmosphère [réf. nécessaire].
- 2000 : suppression du plomb dans les essences.
- 2003 : fabrication d’essences « sans soufre ». Démarrage d’une installation PRIME G pour répondre aux nouvelles spécifications européennes sur la teneur en soufre des essences.
- Installation d’une centrale de cinq éoliennes à Mardyck d’une puissance combinée de 12 MW, soit l’équivalent de la consommation électrique de 15 000 personnes (sans rapport avec la raffinerie).
- 2005 : fabrication de gazoles “ sans soufre ”. Démarrage d'un installation appelée “Boucle Haute Pression” pour répondre aux nouvelles spécifications européennes sur la teneur en soufre des gazoles.
- 2008 : production de carburants 10 ppm. Les essences et gazoles mis à disposition par la raffinerie ont à présent une teneur en soufre inférieure ou égale à 10 ppm (10 grammes de soufre par tonne) [réf. nécessaire]. Signature d'une convention de partenariat entre la raffinerie des Flandres et le Conservatoire des Sites Naturels du Nord-Pas-De-Calais [réf. nécessaire]. Celle-ci vise à mettre en œuvre une politique conjointe de gestion et de mise en valeur des espaces naturels situés sur le terrain des éoliennes.
- 2010 : prévision de l'arrêt complet des unités de production de la raffinerie durant 7 semaines pour inspection, contrôle, nettoyage, modernisation des outils de production. Arrêt annulé par décision de justice en février 2010. Arrêt confirmé par une autre décision de justice en octobre 2010. Le groupe Total débute la reconversion du site en un centre d'assistance technique, une école de formation et un dépôt pétrolier.

## Accidents
Le 29 janvier 2009, une explosion accidentelle d'un camion-excavateur provoque la mort d'un ouvrier et en blesse cinq autres, héliportés vers le CHR de Lille. Quinze autres agents sont également choqués par la violence de l'explosion. Cet accident a lieu dans une zone à haut risques où se côtoient treize sites classés Seveso.

## Projet de fermeture
À partir du 12 janvier 2010, une partie des 370 salariés et 450 sous-traitants de la raffinerie de Mardyck est en grève, en raison d'un projet de fermeture de la raffinerie par Total. 
Le 8 mars 2010, Total annonce la fin du raffinage à Dunkerque mais la justice lui ordonne le 30 juin 2010 le redémarrage de la raffinerie. Le groupe pétrolier, pour se conformer à la décision de la cour d'appel de Douai, lance des opérations de dégazage, un préalable indispensable à la reprise du raffinage mais également à la reconversion industrielle du site que souhaite la direction.